# C418/01 szellemi- és tulajdonjog védelme
Az Európai Unió versenypolitikával foglalkozó bírósági döntései közül a 2004-ben lezárult C-418/01. sz. ügy a szellemi tulajdonjog által nyújtott védelem kérdésével foglalkozik. Az vita az IMS Health GmbH & Co. OHG (később:IMS) és a NDC Health GmbH &. KG (később:NDC) között indult egy adatbank használatáért, amit az IMS fejlesztett ki. A két vállalat gyógyászati cikkek regionális forgalmazására vonatkozóan szolgáltatott adatokat az érdekelt gyógyszerészeti vállalkozások számára. Az IMS részéről ez az adatszolgáltatás az „1860 modulos struktúra" elnevezésű moduláris rendszeren alapult, amit szerzői jogokkal védett, s nem adott használati jogokat az NDC számára. Az NDC az Európai Bizottsághoz fordult azzal a panasszal, hogy a jogok átadásának megtagadása sérti az EK Szerződés 82.cikkét, az erőfölénnyel való visszaélés tilalmát (jelenleg az Európai Unió működéséről szóló szerződés 102. cikke). Az Bizottság ideiglenes döntésében kötelezte az IMS-t, hogy szolgáltasson jogot minden olyan vállalat számára, amely a német piacon regionális forgalmi adatközléssel foglalkozik. A döntés ellen az IMS keresetet nyújtott be a Frankfurti Bíróságon, amely később az Európai Unió Bírósága elé terjesztette az ügyet előzetes döntéshozatali eljárásra. A nemzeti bíróság által hozott ítélet azt bizonyítja, hogy a szellemi tulajdonjogokkal kapcsolatos használati jogok megtagadása jogsértő.

## Az eset előzményei
IMS Health GmbH & Co. OHG és a NDC Health GmbH &. KG.között merültek fel kérdések egy adatbank használatát illetően, amit az IMS fejlesztett ki és gyógyászati cikkek német regionális eladási adatainak rögzítésére szolgált.
Az IMS amerikai jog szerinti társaság, amely gyógyszerészeti termékeket gyártó, illetve az egészségügyi szolgáltatások ágazatában működő vállalkozások részére kínál információs szolgáltatásokat, több országban. Az IMS Németországban az IMS Health GmbH & Co. OHG nevű leányvállalatán keresztül gyakorolja tevékenységét, amelynek keretében a regionális forgalmazásra vonatkozóan szolgáltat adatokat az érdekelt gyógyszerészeti vállalkozások részére. Ez az adatszolgáltatás az „1860 modulos struktúra" elnevezésű moduláris rendszeren alapul, amelynek az a lényege, hogy a gyógyszer-forgalmazási adatok közlése szempontjából Németország területét 1860 egységre osztották fel.
Az IMS nemcsak reklámozta, hanem ingyen szolgáltatta a termékét gyógyszertáraknak, orvosoknak. Ez segítette hozzá a struktúrát, hogy a piacon általános ipari szabvánnyá váljon és az orvosok ehhez igazítsák információikat és elosztó rendszerüket.
Az IMS egy korábbi munkatársa létrehozott egy új céget, a Pharma Intranet Information (PII) amely gyógyászati termékek regionális adatainak forgalmazását is végezte. Létrehozott egy struktúrát, amely 2201 téglából állt, az ügyfelek tartózkodása miatt viszont újat volt kénytelen kialakítani, olyat amely nagyon közel állt megszokott IMS által kifejlesztetthez. Mivel az 1860 modulos struktúra utánzatait használták, az IMS bírósági eljárást indított a Landgericht Frankfurt am Main előtt, szerzői jogainak megsértése miatt.

## Az eljárás a nemzeti bíróság előtt
A Frankfurti Kerületi Bíróság végzést adott ki 2000 októberében, ami megtiltotta a PII-nek az 1860 elemes struktúrájának bármiféle változatának alkalmazását. Később az NDC felvásárolta a PII-t, de a tiltás ugyanaz maradt az NDC-re nézve is.
Ezeket a döntéseket a Legfelsőbb Bíróság is megerősítette 2001 júliusában. Ez utóbbi azzal indokolta döntését, hogy az IMS struktúrája egy olyan adatbázis amire a szerzői jogi törvény 4. cikke, a terjesztési jog vonatkozik, azaz védik a szerzői jogok. Eszerint a tagállamok a szerzők számára kizárólagos jogot biztosítanak műveik eredeti vagy többszörözött példányai adásvétellel vagy más módon megvalósuló nyilvános terjesztésének engedélyezésére, illetve ennek megtiltására.
Az NDC díjfizetés ellenében felhasználási jogot kért az IMS-től az 1860 modulos struktúrára. Az IMS 2000. november 28-án, illetve 2001. május 28-án elutasította e kérelmeket.

## Európai szintre emelés
2000 decemberében az NDC panasszal fordult az Európai Bizottsághoz, miszerint az, hogy az IMS megtagadja a jogot az 1860-as struktúra használatára, az EK-Szerződés 82. cikkét sérti (jelenleg az EUMSz 102. cikke). Az ilyen esetekben az első lépés annak megállapítása, hogy a szóban forgó vállalkozás rendelkezik-e erőfölénnyel.
2001-ben a Bizottság elfogadott egy ideiglenes döntést bizottsági határozat formájában az EK Szerződés 82. cikke alapján.
Ebben a Bizottság megállapította, hogy a 82. cikk alapján feltételezhető az erőfölénnyel való visszaélés, mivel az IMS elutasította, hogy felhasználási jogot engedélyezzen az 1860 modulos struktúrára. Ezenkívül a Bizottság a közérdek súlyos és nem orvosolható sérelmét is valószínűnek tartja, az IMS versenytársait az a veszély fenyegeti, hogy vissza kell vonulniuk a német piacról, ha nem kapják meg a felhasználási jogot
A Bizottság ezért úgy döntött, ideiglenes intézkedéseket rendel el; ennek értelmében az IMS minden vállalkozás számára, amely a német piacon regionális forgalmi adatközléssel foglalkozik, köteles haladéktalanul és megkülönböztetés nélkül felhasználási jogot engedélyezni az 1860 modulos struktúrára. Különleges körülmény létezésével indokolták az intézkedést, mivel az 1860-as struktúra egy ipari szabvánnyá vált azon a bizonyos piacon. A hozzáférés megtagadása indoklás nélkül valószínűsíthetővé tette, hogy eltörli a versenyt, ugyanis hozzáférés nélkül lehetetlen versenyezni az adott piacon.
2001 augusztusában az IMS keresetet nyújtott be a döntés megsemmisítésére, illetve annak felfüggesztésére, amíg az ügyben nem döntenek.
A Frankfurti Kerületi Bíróság azonban továbbra is azon az állásponton van, hogy az IMS nem gyakorolhatja azon jogát hogy fenntart egy eltiltó végzést a munkájának mindennemű használatára észszerű feltételek mellett. Végül úgy döntött, hogy felfüggeszti az eljárást és az Európai Unió Bírósága elé terjeszti az ügyet előzetes döntéshozatalra, hogy az pontosítsa egy európai jog értelmezési kérdését annak megfelelő alkalmazása érdekében.

### Kérdések a Bíróság felé
1. A 82. cikk értelmében visszaélésnek minősül-e a visszautasítása akkor, ha a domináns pozícióban lévő vállalat elutasítja egy olyan szerzői jogok által védett adatbázis használati jogainak biztosítását egy másik vállalat számára, amely ugyanazon földrajzi és termékpiacon vesz rész, illetve akkor, ha ez utóbbi fél lehetséges ügyfelei visszautasítanak minden olyan terméket, szolgáltatást, ami ezt az adatbankot nem használja, mert a felépítésük az adatbank alapján elkészült termékekre támaszkodik?
2. Mennyire járul hozzá egy vállalat visszaélő magatartásához az, hogy a domináns szerepben lévő vállalat mekkora mértékben vont be a piac másik részéről személyeket az adatban fejlesztésébe?
3. Milyen jelentősége van a domináns szerepben lévő vállalat visszaélő magatartására nézve annak, hogy az ügyfelek, akik eddig a domináns szereplő termékét használták, a jövőben egy versenyző vállalat termékét szereznék be, amely nem használja a védett adatbankot?

Ezek a kérdések valójában arra keresik a választ, hogy a versenytársak számára elengedhetetlen-e a szellemi tulajdonjoggal védett termék használata annak érdekében, hogy hozzáférjen a piachoz, amelyen a szerzői jogokkal rendelkező vállalat domináns pozícióban van.

### Az Európai Unió Bíróságának válasza
A Bronner ügyből kiderül, hogy ahhoz hogy meghatározzák, egy termék vagy egy szolgáltatás elengedhetetlen-e egy vállalat számára üzleti tevékenység folytatásához egy adott piacon, meg kell határozni, vannak-e alternatív megoldások, akkor is ha kevésbé előnyösek, illetve azt, hogy technikai, jogi vagy gazdasági akadályokkal lehetetlenné vagy indokolatlanul nehézzé lehet-e tenni egy vállalat számára hogy alternatív termék, szolgáltatás létrehozását. Ahhoz, hogy elfogadják egy gazdasági akadály létezését azt kell bizonyítani, hogy a másik termék életképtelen lenne a fölényes vállalkozással szemben.
A nemzeti bíróság feladata, hogy eldöntse, ilyen helyzettel áll e szemben az eljárásban. Ha igen, akkor azt is figyelembe kell venni, hogy az 1860-as struktúra kifejlesztésénél sok gyógyászati laboratórium vett részt, ami ezek függőségét eredményezte a szerkezettől, főként technikai szinten.
A Bíróság korábbi ítélkezési gyakorlata szerint a szellemi tulajdonjogokkal védett termékek esetében az engedély megtagadása, domináns vállalat esetén sem jelent domináns pozícióval való visszaélést.
Mindazonáltal a kivételes körülmények által kapott jogok gyakorlása esetenként megvalósíthat visszaélést.
Az ítéletből kiderül, hogy 3 feltételnek meg kell felelnie, ahhoz hogy egy engedély visszautasítását visszaélésnek lehessen tekinteni:
1. ha visszautasítás megakadályozza egy új termék piacra dobását, amire vásárlói igény van, mert ebben az esetben indokolatlan és kizárná a versenyt a másodlagos piacon
2. ha indokolatlan volt a visszautasítás
3. ha a visszautasítás feltételezhetően azért történt, hogy a domináns vállalat kizárja a versenyt a tagállam bizonyos piacán.

Másodlagos piac: akkor fordul elő, ha egy termék vagy szolgáltatás nélkülözhetetlen az üzleti tevékenység folytatásához.
Ezeket az 1860-as téglaszerkezet ügyére vetítve azt kell megállapítani, hogy az 1860 építőelemes szerkezet nélkülözhetetlen-e a gyógyászati adatok forgalmazásához. (esetünkben az elsődleges piac az 1860 modulos struktúra piaca, míg a másodlagos a gyógyászati árucikkek eladásáról szóló regionális kimutatások készítése)

## A nemzeti bíróság ítélete
- mind a felhasználók részvételének mértéke a szerkezet kifejlesztésében, mind azok a költségek, amelyet a lehetséges felhasználók fizetnek annak érdekében, hogy regionális eladási adatokat szerezzenek be egy másik, alternatív adatbank felhasználásával, olyan tényezők, amiket meg kell vizsgálni ahhoz, hogy eldönthessük, a védett szerkezet nélkülözhetetlen-e ezen adatok forgalmazásához
- a domináns szereppel való visszaélés érdekében történő visszautasítás feltételei:

1. ha a vállalat, amely igényelte az engedélyt olyan termékeket és szolgáltatásokat akar kínálni, amelyek még nincsenek jelen a szellemi jogok által védett termék tulajdonosa által, és azokra van kereset.
2. ha a visszautasítás nem objektív megfontoláson alapult
3. ha a visszautasítás feltételezhetően azért történt, hogy a domináns vállalat kizárja a versenyt a tagállam bizonyos piacán.

Ezek az ítéletek azt bizonyítják, hogy kivételes körülmények között a szellemi tulajdonjogokkal kapcsolatos használati jogok megtagadása jogsértő.
Az Elsőfokú Bíróság kötelezte a feleket saját költségeik viselésére.

### Az eljárások dokumentumai
- Az Európai Unió Bíróságának 2004. április 29-i ítélete a C-418/01. sz. IMS Health GmbH & Co. OHG kontra NDC Health GmbH & Co. KG. ügyben
- Az Elsőfokú Bíróság 2005. március 10-i végzése a T-184/01. sz. IMS Health, Inc. kontra az Európai Közösségek Bizottsága ügyben